# Staufenberg
Staufenberg è un comune di 8.188 abitanti della Bassa Sassonia, in Germania.
Appartiene al circondario (Landkreis) di Gottinga (targa GÖ).

## Geografia antropica

### Suddivisioni amministrative
Comprende le frazioni di Benterode, Dahlheim, Escherode, Landwehrhagen, Lutterberg, Nienhagen, Sichelnstein, Speele, Spiekershausen, Uschlag.